# 옥천 후율당
옥천 후율당(沃川 後栗堂)은 대한민국 충청북도 옥천군 안내면 도이리에 있는, 조선 중기 문신이자 임진왜란 때 의병장으로 활약했던 조헌(1544∼1592) 선생의 위패를 모시고 있는 사당이다. 1976년 12월 21일 충청북도의 기념물 제13호로 지정되었다.

## 개요
조선 중기 문신이자 임진왜란 때 의병장으로 활약했던 조헌(1544∼1592) 선생의 위패를 모시고 있는 사당이다.
조헌은 선조 25년(1592) 임진왜란이 일어나자 옥천에서 김경백 등과 의병 1,600여명을 모집하고 승병인 영규대사와 함께 청주성을 수복하는데 공을 세웠다. 그러나 충청도 순찰사인 윤극형의 방해로 의병이 강제 해산되어 700여명으로 금산전투에 참전했으나 모두 전사하였다.
건물 규모는 앞면 3칸·옆면 1칸이며, 지붕은 옆면에서 볼 때 여덟 팔(八)자 모양과 비슷한 팔작지붕이다. 솟을대문과 돌로 쌓은 담장이 둘러져 있고, 뜰에는 금산전투에서 그를 대신하여 죽으려 했던 그의 아들 조완기의 효자각이 서 있다.
이곳에는 광해군 3년(1621) 판각한 『항의신편(抗義新篇)』125매와 『유림시판(儒林詩板)』10매, 선조가 내렸다는 『조서(詔書)』1매를 보관하고 있다.

## 참고 자료
- 옥천 후율당 - 국가유산청 국가유산포털